# Мишустин, Евгений Николаевич
Евге́ний Никола́евич Мишу́стин (9 [22] февраля 1901 — 3 мая 1991 года) — советский микробиолог, доктор биологических наук, академик АН СССР, профессор. Герой Социалистического Труда (1981), лауреат двух Государственных премий СССР и Сталинской премии. Заслуженный деятель науки РСФСР (1961).

## Биография
Родился в Москве. В 1918 году поступил в Московский университет на географическое отделение физико-математического факультета. В 1919 году переведён в Московскую сельскохозяйственную академию имени К. А. Тимирязева, которую окончил в 1924 году.
Ещё будучи студентом, стал работать в институтах Всесоюзной сельскохозяйственной академии с 1921 года. С 1928 года — профессор кафедры микробиологии физико-математического факультета Московского государственного университета. С 1930 года преподавал в нескольких столичных институтах, а также в Московской сельскохозяйственной академии имени Тимирязева. С 1937 года — профессор кафедры микробиологии этой академии. С 1940 по 1991 год также заведовал отделом почвенной микробиологии в Институте микробиологии имени С. Н. Виноградского.
Стал одним из крупнейших советских учёных в области теории и практика микробиологии почвы. Установил эколого-географическую изменчивость почвенных микроорганизмов, разработал проблему зональности в формировании микробных ценозов естественных и возделываемых почв, свойственных различным географическим зонам СССР, участия отдельных таксонов микроорганизмов в почвообразовательных процессах. Автор ряда новых теоретических концепций в этих областях. При этом на их основе разработал многочисленные рекомендации для практики сельского хозяйства.
С 1939 года — заведующий отделом почвенной микробиологии Института микробиологии Академии наук СССР. С 1961 по 1971 годы одновременно — заведующий кафедрой микробиологии Московской сельскохозяйственной академии имени К. А. Тимирязева. Главный редактор журнала «Известия АН СССР. Серия биологическая» (1956—1959, 1967—1988).
Мишустин стал автором свыше 600 научных работ, в том числе 40 сборников трудов и монографий. Его учебник «Микробиология» выдержал несколько изданий в СССР и в России, а также издавался в четырёх иностранных государствах.
В 1953 году был избран членом-корреспондентом АН СССР по Отделению биологических наук, в 1974 году — академиком АН СССР. С 1955 года по 1958 год занимал должность заместителя академика-секретаря Отделения биологических наук АН СССР, с 1967 года по 1991 год заместителя академика-секретаря Отделения биохимии, биофизики и химии физиологически активных соединений АН СССР.
Был председателем комиссии АН СССР по научным основам сельского хозяйства при Президиуме АН СССР (1973—1984), комиссии по научным основам сельского хозяйства при Президиуме АН СССР (1972—1988). Председатель экспертной комиссии по присуждению премии имени В. Р. Вильямса.
С 1989 года — советник при дирекции Института микробиологии АН СССР.
Деятельность учёного получила широкое международное признание: член Королевского тропического института Нидерландов (1959), член Международного общества почвоведов (1957), почётный член Микробиологического общества Польши (1978).
Указом Президиума Верховного Совета СССР от 20 февраля 1981 года за большие заслуги в развитии биологической науки, подготовке научных кадров и в связи с восьмидесятилетием со дня рождения Мишустину Евгению Николаевичу было присвоено звание Героя Социалистического Труда.
Умер 3 мая 1991 года в Москве. Похоронен на Ваганьковском кладбище.,участок 26.

## Награды и звания
- Герой Социалистического Труда (20.02.1981)
- 3 ордена Ленина (19.09.1953; 10.03.1971; 20.02.1981)
- орден Октябрьской Революции (17.09.1975)
- орден Трудового Красного Знамени (10.06.1945)
- Государственная премия СССР (1970) — за цикл работ в области микробиологии почв и изучения биологической фиксации азота
- Государственная премия СССР (1982) — за учебник «Микробиология» (1978, 2-е издание)
- Сталинская премия третьей степени (1951) — за научный труд «Термофильные организмы в природе и на практике» (1950)
- Заслуженный деятель науки РСФСР (1961)
- Премия имени С. Н. Виноградского
- Золотая медаль имени Д. Н. Прянишникова Академии наук СССР[3]
- другие награды и премии